# Carl Bonde
Hrabě Carl Gustaf Bonde af Björnö (28. dubna 1872 Stockholm – 13. června 1957 tamtéž) byl švédský důstojník, olympijský vítěz v jezdectví.
Jeho otec Gustaf Fredrik Bonde pocházel z rodu staré švédské pozemkové šlechty, matka Ida (rozená Marryattová) byla Angličanka. V letech 1894 až 1910 sloužil u pluku královských husarů, který opustil v hodnosti rytmistra. Poté byl vrchním královským štolbou, působil v zeměbraně a hallandské zemědělské komisi, za první světové války byl inspektorem zajateckých táborů v Rusku. Díky svěřenství měl v držení řadu majetků včetně zámků Hörningsholm a Vibyholm. Obdržel Řád meče, Vasův řád a lotyšský Řád tří hvězd. Byl dvakrát ženatý a měl tři děti, nejstarší syn Thord Bonde byl v letech 1957 až 1963 náčelníkem generálního štábu švédské armády.
Na Letních olympijských hrách 1912 získal na koni Emperor zlatou medaili v drezuře. Zúčastnil se také s koněm Ingo Letních olympijských her 1928, kde vybojoval se švédským družstvem stříbrnou medaili a v soutěži jednotlivců obsadil devatenácté místo. Po ukončení závodní činnosti působil jako rozhodčí a předseda Švédské jezdecké asociace.

## Vyznamenání
- komtur I. třídy Řádu Vasova (Švédsko) – 31. prosince 1948[3][4]
- komtur Řádu Vasova (Švédsko) – 16. června 1928[5]
- rytíř I. třídy Řádu Vasova (Švédsko) – 1917
- rytíř Řádu meče (Švédsko) – 1919[3][6]
- velkodůstojník Řádu tří hvězd (Lotyšsko)[3][7]
- rytíř II. třídy Řádu svaté Anny (Ruské impérium)[3][8]
- rytíř Řádu Leopoldova (Belgie)[3][8]
- Vojenský kříž I. třídy (Belgie)[3][8]
- důstojník Řádu akademických palem (Francie)[3][8]